# Ctenophorus rubens
Espèce
Synonymes
- Amphibolurus isolepis rubens Storr, 1965
- Ctenophorus isolepis rubens (Storr, 1965)

Ctenophorus rubens est une espèce de sauriens de la famille des Agamidae.

## Répartition
Cette espèce est endémique d'Australie-Occidentale.

## Publication originale
- Storr,  1965 : The Amphibolurus maculatus species-group (Lacertilia: Agamidae) in Western Australia. Journal of The Royal Society of Western Australia, vol. 48, p. 45-54.